# FIVE LIVE ARCHIVES 2
『FIVE LIVE ARCHIVES 2』（ファイブ・ライブ・アーカイブス ツー）は、日本のロックバンド、L'Arc〜en〜Cielのライブビデオ（DVD-BOX）。2011年4月6日発売。発売元はKi/oon Records。

## 解説
2007年に発表した、L'Arc〜en〜Cielのライブ映像を収めたDVD5枚組のボックス・セット『FIVE LIVE ARCHIVES』の続編となる作品。
L'Arc〜en〜Cielは2011年にバンド結成20周年を迎えており、20周年を記念した作品として本作が発表されている。なお、本作は当初、2011年3月30日発売とアナウンスされていたが、リリース直前の同年3月11日に発生した東北地方太平洋沖地震（東日本大震災）の影響により、商業物流が滞ったことから、発売日が同年4月6日に延期されている。
本作品は、2007年に発表したボックス・セットと同様に、これまで市販映像化されていなかった、若しくは一部しか公開されていなかった過去のライブ映像を収録されている。収録公演は、1997年から2008年の間に開催したライブ・コンサートから5公演が選出されている。
本作のフィジカルは、平常発売されるライブビデオ作品とは異なり、事前予約者のみを対象に、完全受注生産盤（5DVD）の1形態で販売されている。本作の外装はプラスチック製のケース（赤色）となっており、付録として2007年に発表したボックス・セットと同様に、公演パンフレット（「1997 REINCARNATION」「AWAKE TOUR 2005 前夜祭」のパンフレットを除く）の縮刷版を収録したブックレットが同梱されている。また、本作では新たに、収録公演のバックステージパスのレプリカが封入されている。
さらに、2007年に発表したボックス・セットと同様に、本作に過去の公演の模様を収録するにあたり、音声のマルチチャンネル化（ドルビーデジタル5.1chサラウンド）が施されている。また、「1997 REINCARNATION」（Disc1）、「1999 GRAND CROSS TOUR」（Disc2）に関しては、画面アスペクト比が4:3となっているが、映像の左右にピラーボックスを挿入し、16:9比率でスクイーズ収録されている。

## 収録曲

### Disc 1: 1997 REINCARNATION
1997 REINCARNATION Dec.23,1997 東京ドーム
- 1998年4月22日に発表したMV・ライブ映像集『A PIECE OF REINCARNATION』に一部楽曲収録
- 本公演の模様はライブ開催当日にWOWOWで生放送されている。

1. 虹
2. Caress of Venus
3. Vivid Colors
4. flower
5. Round and Round
6. Shout at the Devil
7. DIVE TO BLUE
8. winter fall
9. LORELEY
10. Lies and Truth
11. Blurry Eyes
12. Brilliant Years
13. C'est La Vie
14. THE GHOST IN MY ROOM
15. Dearest Love
16. I Wish
17. 風にきえないで
18. I'm so happy
19. 虹

### Disc 2: 1999 GRAND CROSS TOUR
1999 GRAND CROSS TOUR Jul.17,1999 大阪コスモスクエア 特設ステージ
- 本公演は初市販映像化

1. HEAVEN'S DRIVE
2. Driver's High
3. 死の灰
4. It's the end
5. 真実と幻想と
6. What is love
7. Larva
8. Butterfly's Sleep
9. THE GHOST IN MY ROOM
10. fate
11. Cradle
12. forbidden lover
13. trick
14. HONEY
15. DIVE TO BLUE
16. いばらの涙
17. Perfect Blue
18. Caress of Venus
19. milky way
20. Pieces

### Disc 3: AWAKE TOUR 2005 前夜祭
AWAKE TOUR 2005 前夜祭 「今夜奇跡が起きる!?」 Jul.28,2005 LIQUIDROOM Ebisu
- 本公演は初市販映像化

1. NEO UNIVERSE
2. Driver's High
3. Link
4. AS ONE
5. EXISTENCE
6. Killing Me
7. TRUST
8. Ophelia
9. 叙情詩
10. 接吻
11. fate
12. My Dear
13. REVELATION
14. New World
15. 自由への招待
16. STAY AWAY
17. LOST HEAVEN
18. READY STEADY GO

### Disc 4: Are you ready? 2007 またハートに火をつけろ!
Are you ready? 2007 またハートに火をつけろ! Aug.26,2007 富士急ハイランド コニファーフォレスト
- 本公演は初市販映像化

1. SEVENTH HEAVEN
2. Killing Me
3. the Fourth Avenue Café
4. New World
5. SHINE
6. 夏の憂鬱 [time to say good-bye]
7. STAY AWAY
8. HONEY
9. DAYBREAK'S BELL
10. MY HEART DRAWS A DREAM
11. 瞳の住人
12. いばらの涙
13. Driver's High
14. REVELATION
15. Pretty girl
16. READY STEADY GO
17. Feeling Fine 2007 （P'UNK〜EN〜CIEL）
18. HONEY 2007 （P'UNK〜EN〜CIEL）
19. NEO UNIVERSE
20. Caress of Venus
21. Link
22. 叙情詩

### Disc 5: TOUR 2008 L'7 〜Trans ASIA via PARIS〜
TOUR 2008 L'7 〜Trans ASIA via PARIS〜 Jun.08,2008 京セラドーム大阪
- 本公演は初市販映像化

1. REVELATION
2. Pretty girl
3. Caress of Venus
4. DRINK IT DOWN
5. SHINE
6. Sell my Soul
7. get out from the shell
8. THE NEPENTHES
9. My Dear
10. LORELEY
11. forbidden lover
12. DAYBREAK'S BELL
13. SEVENTH HEAVEN
14. Killing Me
15. STAY AWAY
16. READY STEADY GO
17. milky way （P'UNK〜EN〜CIEL）
18. Feeling Fine 2007 （P'UNK〜EN〜CIEL）
19. NEXUS 4
20. Driver's High
21. Link
22. MY HEART DRAWS A DREAM
23. 星空